# Sierociniec Żydowski w Białymstoku
Sierociniec Żydowski w Białymstoku – znajdował się w dwupiętrowym budynku zbudowanym w stylu modernistycznym (co wskazuje na początek XX wieku jako na czas jego powstania) przy ul. Jurowieckiej 7 w Białymstoku.